# Rinus Israël
Marinus David Israël (Amszterdam, 1942. március 12. – 2025. július 1.) világbajnoki ezüstérmes holland válogatott labdarúgó, edző.
1964 és 1974 között 47 alkalommal szerepelt a holland válogatottban és három gólt szerzett. Tagja volt az 1974-es világbajnokságon részt vevő csapatnak.

## Sikerei, díjai

### Játékosként
DWS
- Holland bajnok (1): 1963-64

Feyenoord
- Holland bajnok (3): 1968–69, 1970–71, 1973–74
- Holland kupagyőztes (1): 1968-69
- Interkontinentális kupagyőztes (1): 1970
- BEK győztes (1): 1969–70
- UEFA-kupa győztes (1): 1973–74

Hollandia
- Világbajnoki ezüstérmes (1): 1974

### Edzőként
Dinamo București
- Román bajnok (1): 1991-92

Al-Wahda FC
- UAE bajnok (1): 2001

ADO Den Haag
- Holland másodosztály bajnoka (1): 2002–03

## Statisztika

### Mérkőzései a holland válogatottban
| Hollandia | Hollandia            | Hollandia                         | Hollandia      | Hollandia | Hollandia      | Hollandia     | Hollandia | Hollandia      |
| #         | Dátum                | Helyszín                          | Hazai          | Eredmény  | Vendég         | Kiírás        | Gólok     | Esemény        |
| --------- | -------------------- | --------------------------------- | -------------- | --------- | -------------- | ------------- | --------- | -------------- |
| 1.        | 1964. szeptember 30. | Antwerpen, Bosuilstadion          | Belgium        | 1 – 0     | Hollandia      | barátságos    | -         |                |
| 2.        | 1964. október 25.    | Tirana, Qemal Stafa Stadion       | Albánia        | 0 – 2     | Hollandia      | vb-selejtező  | -         |                |
| 3.        | 1964. december 9.    | Amszterdam, Olimpiai Stadion      | Hollandia      | 1 – 1     | Anglia         | barátságos    | -         |                |
| 4.        | 1965. január 26.     | Tel-Aviv, Bloomfield stadion      | Izrael         | 0 – 1     | Hollandia      | barátságos    | -         |                |
| 5.        | 1965. március 17.    | Belfast, Windsor Park             | Észak-Írország | 2 – 1     | Hollandia      | vb-selejtező  | -         |                |
| 6.        | 1965. április 7.     | Rotterdam, Feijenoord Stadion     | Hollandia      | 0 – 0     | Észak-Írország | vb-selejtező  | -         |                |
| 7.        | 1965. október 17.    | Amszterdam, Olimpiai Stadion      | Hollandia      | 0 – 0     | Svájc          | vb-selejtező  | -         |                |
| 8.        | 1965. november 14.   | Bern, Wankdorfstadion             | Svájc          | 2 – 1     | Hollandia      | vb-selejtező  | -         |                |
| 9.        | 1966. március 23.    | Rotterdam, Feijenoord Stadion     | Hollandia      | 2 – 4     | NSZK           | barátságos    | -         |                |
| 10.       | 1966. szeptember 7.  | Rotterdam, Feijenoord Stadion     | Hollandia      | 2 – 2     | Magyarország   | Eb-selejtező  | -         |                |
| 11.       | 1966. szeptember 18. | Bécs, Práter Stadion              | Ausztria       | 2 – 1     | Hollandia      | barátságos    | -         |                |
| 12.       | 1966. november 6.    | Amszterdam, Olimpiai Stadion      | Hollandia      | 1 – 2     | Csehszlovákia  | barátságos    | -         |                |
| 13.       | 1966. november 30.   | Rotterdam, Feijenoord Stadion     | Hollandia      | 2 – 0     | Dánia          | Eb-selejtező  | -         |                |
| 14.       | 1967. április 16.    | Antwerpen, Bosuilstadion          | Belgium        | 1 – 0     | Hollandia      | barátságos    | -         |                |
| 15.       | 1967. május 10.      | Budapest, Népstadion              | Magyarország   | 2 – 1     | Hollandia      | Eb-selejtező  | -         |                |
| 16.       | 1967. szeptember 13. | Amszterdam, Olimpiai Stadion      | Hollandia      | 1 – 0     | NDK            | Eb-selejtező  | -         |                |
| 17.       | 1967. október 4.     | Koppenhága, Idrætsparken Stadion  | Dánia          | 3 – 2     | Hollandia      | Eb-selejtező  | 1         | 76'            |
| 18.       | 1967. november 1.    | Rotterdam, Feijenoord Stadion     | Hollandia      | 1 – 2     | Jugoszlávia    | barátságos    | -         |                |
| 19.       | 1967. november 29.   | Rotterdam, Feijenoord Stadion     | Hollandia      | 3 – 1     | Szovjetunió    | barátságos    | -         |                |
| 20.       | 1968. április 7.     | Amszterdam, Olimpiai Stadion      | Hollandia      | 1 – 2     | Belgium        | barátságos    | -         | 67'            |
| 21.       | 1968. május 1.       | Varsó, Lengyel Hadsereg Stadionja | Lengyelország  | 0 – 0     | Hollandia      | barátságos    | -         |                |
| 22.       | 1968. május 30.      | Amszterdam, Olimpiai Stadion      | Hollandia      | 0 – 0     | Skócia         | barátságos    | -         |                |
| 23.       | 1968. június 5.      | Bukarest, Köztársasági stadion    | Románia        | 0 – 0     | Hollandia      | barátságos    | -         |                |
| 24.       | 1968. szeptember 4.  | Rotterdam, Feijenoord Stadion     | Luxemburg      | 0 – 2     | Hollandia      | vb-selejtező  | -         |                |
| 25.       | 1968. október 27.    | Szófia, Levszki-stadion           | Bulgária       | 2 – 0     | Hollandia      | vb-selejtező  | -         |                |
| 26.       | 1969. március 26.    | Rotterdam, Feijenoord Stadion     | Hollandia      | 4 – 0     | Luxemburg      | vb-selejtező  | -         |                |
| 27.       | 1969. április 16.    | Rotterdam, Feijenoord Stadion     | Hollandia      | 2 – 0     | Csehszlovákia  | barátságos    | -         |                |
| 28.       | 1969. május 7.       | Rotterdam, Feijenoord Stadion     | Hollandia      | 1 – 0     | Lengyelország  | vb-selejtező  | -         |                |
| 29.       | 1969. szeptember 7.  | Chorzów, Stadion Śląski           | Lengyelország  | 2 – 1     | Hollandia      | vb-selejtező  | -         |                |
| 30.       | 1969. október 22.    | Rotterdam, Feijenoord Stadion     | Hollandia      | 1 – 1     | Bulgária       | vb-selejtező  | -         |                |
| 31.       | 1969. november 5.    | Amszterdam, Olimpiai Stadion      | Hollandia      | 0 – 1     | Anglia         | barátságos    | -         |                |
| 32.       | 1970. január 14.     | London, Wembley Stadion           | Anglia         | 0 – 0     | Hollandia      | barátságos    | -         |                |
| 33.       | 1970. január 28.     | Tel-Aviv, Bloomfield stadion      | Izrael         | 0 – 1     | Hollandia      | barátságos    | -         |                |
| 34.       | 1970. október 11.    | Rotterdam, Feijenoord Stadion     | Hollandia      | 1 – 1     | Jugoszlávia    | Eb-selejtező  | 1         | 49' (11-esből) |
| 35.       | 1970. november 11.   | Drezda, Rudolf Harbig Stadion     | NDK            | 1 – 0     | Hollandia      | Eb-selejtező  | -         |                |
| 36.       | 1970. december 2.    | Amszterdam, Olimpiai Stadion      | Hollandia      | 2 – 0     | Románia        | barátságos    | -         |                |
| 37.       | 1971. február 24.    | Rotterdam, Feijenoord Stadion     | Hollandia      | 6 – 0     | Luxemburg      | Eb-selejtező  | -         |                |
| 38.       | 1971. október 10.    | Rotterdam, Feijenoord Stadion     | Hollandia      | 3 – 2     | NDK            | Eb-selejtező  | -         |                |
| 39.       | 1971. november 17.   | Eindhoven, Philips Sportpark      | Luxemburg      | 0 – 8     | Hollandia      | Eb-selejtező  | 1         | 82'            |
| 40.       | 1971. december 1.    | Amszterdam, Olimpiai Stadion      | Hollandia      | 2 – 1     | Skócia         | barátságos    | -         |                |
| 41.       | 1972. február 16.    | Pireusz, Karaiszkákisz Stadion    | Görögország    | 0 – 5     | Hollandia      | barátságos    | -         |                |
| 42.       | 1972. május 3.       | Rotterdam, Feijenoord Stadion     | Hollandia      | 3 – 0     | Peru           | barátságos    | -         |                |
| 43.       | 1973. május 2.       | Amszterdam, Olimpiai Stadion      | Hollandia      | 3 – 2     | Spanyolország  | barátságos    | -         |                |
| 44.       | 1974. május 26.      | Amszterdam, Olimpiai Stadion      | Hollandia      | 4 – 1     | Argentína      | barátságos    | -         |                |
| 45.       | 1974. június 23.     | Dortmund, Westfalenstadion (FRG)  | Bulgária       | 1 – 4     | Hollandia      | vb-csoportkör | -         | 46'            |
| 46.       | 1974. június 26.     | Gelsenkirchen, Parkstadion (FRG)  | Argentína      | 0 – 4     | Hollandia      | vb-középdöntő | -         | 84'            |
| 47.       | 1974. július 3.      | Dortmund, Westfalenstadion (FRG)  | Brazília       | 0 – 2     | Hollandia      | vb-középdöntő | -         | 84'            |
|           | Összesen             |                                   |                | 47        | mérkőzés       |               | 3         | gól            |